# Karlsberg (Berlin)

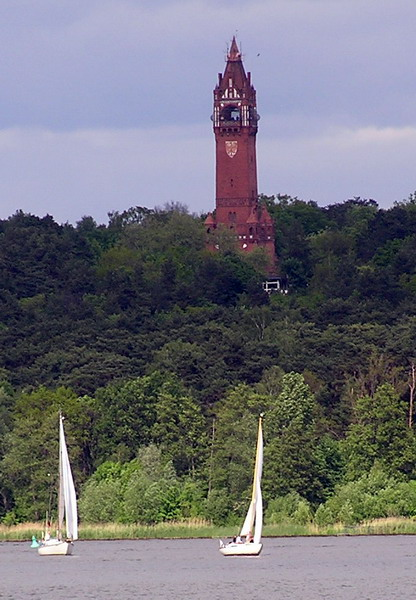
Der Grunewaldturm auf dem Karlsberg

Der Karlsberg ist mit einer Höhe von 78,5 m ü. NHN der zweithöchste Berg im Berliner Grunewald und ein beliebtes Ausflugsziel der Berliner, insbesondere von Radfahramateuren und Joggern. Es handelt sich dabei um einen Endmoränenhügel der letzten Eiszeit. Der Berg wurde nach Prinz Carl, dem dritten Sohn König Friedrich Wilhelms III. und Königin Luise, benannt. Umgangssprachlich wird der Berg „Willi“ genannt.

## Geografie
Der Berg befindet sich am Westrand des Grunewaldes. Er gehört zum Bezirk Charlottenburg-Wilmersdorf. Der Karlsberg liegt direkt an der Havel und bietet daher einen guten Ausblick auf das Berliner Gewässer.

## Landschaft
Hauptsächlich befindet sich am Berg eine Waldlandschaft, die mit zahlreichen Wander-, Rad- und Reitwegen durchzogen ist. Die Südseite des Berges mündet direkt an das Havelgewässer.

## Sehenswürdigkeiten
An der höchsten Stelle des Karlsbergs befindet sich der Grunewaldturm. Dieser wurde anlässlich der 100. Wiederkehr des Geburtstags des ersten Deutschen Kaisers Wilhelm I. auf der Anhöhe errichtet. 
Hier befindet sich eine Gastronomieeinrichtung. Die ehemalige Miniaturgolfanlage ist mittlerweile einem Biergarten gewichen. Eine weitere bekannte Restauration, das „Waldhaus“, befindet sich etwa 100 Meter vom Fuße des Grunewaldturms entfernt. Hinter diesem befindet sich die dem Biergarten gewichene Minigolfanlage, die dort abgebaut und hier errichtet wurde. 
Die Havelchaussee führt direkt über den Karlsberg hinweg, sodass der Grunewaldturm, der nahe dem höchsten Punkt steht, bequem mit dem Pkw oder mit öffentlichen Verkehrsmitteln (Omnibus der BVG) erreicht werden kann.